# Château d'Ottensheim
Le château d'Ottensheim est un château à Ottensheim en Haute-Autriche.

## Géographie
Le château se dresse sur une crête rocheuse qui descend fortement vers le sud vers le Danube. La cour se compose de deux terrasses et est fermée à l'est par l'aile de la tour. La tour carrée est à l'origine entièrement construite avec des gravats. Lorsque le château est reconstruit, la tour est enlevée jusqu'au premier étage, puis reconstruite en briques. La chapelle se situe au premier étage.

## Histoire
Le château d'Ottensheim se situe à la place du château fort de Wilhering. En 1148, les frères Ulrich et Cholo von Wilhering sont nommés propriétaires.
De 1220 à 1527, le château est une possession souveraine. Les Habsbourg le promettent de 1331 à 1461 aux seigneurs de Walsee et de 1461 à 1492 à la maison de Liechtenstein, qui possèdent déjà le château de Steyregg, situé en aval. En tant que partisans de Matthias Corvin, Heinrich le boiteux et son frère Christoph ravagent dans une querelle contre l'empereur Frédéric III la banlieue de Linz en 1476 et l'abbaye de Baumgartenberg en 1477. Toujours en 1477, ils détruisent les châteaux princiers d'Edramsberg et de Schönering. Après leur défaite, les Liechtensteinois perdent leurs engagements sans aucune compensation, y compris Ottensheim. En 1524, le chancelier Niklas Rabenhaupt reçoit de l'empereur Ferdinand le château d'Ottensheim pour en faire son fief. En 1527, il démolit le château fort et élève le château actuel.
L'empereur Ferdinand II promet la terre au-dessus de l'Enns à l'électeur de Bavière Maximilien. Ce dernier l'offre aux Jésuites. Après la suppression de la Compagnie de Jésus en 1773, Ottensheim appartient à la Chambre de Hongrie.
Les nombreux propriétaires du XIXe siècle comprennent les comtes de Thun und Hohenstein et les comtes Coudenhove-Kalergi (à partir de 1863) et Karl Pfeiffer von Weissenegg (1895). Ce dernier fait de changements structurels majeurs. Possession de la famille anglaise Wightman à partir de 1936, le château est confisqué par le Reich allemand et utilisé comme administration forestière de la Wehrmacht. Après la fin de la Seconde Guerre mondiale, le bâtiment est gravement endommagé par les soldats russes. Selon le traité d'État de 1955, il est restitué aux propriétaires légitimes. Cependant, ils se sont installés en Afrique et peuvent difficilement s'occuper du château, qui continue de se détériorer. Le capitaine Ansell le cède en 1981, le nouveau propriétaire le revend aux familles Wildmoser, Pichler et Schützeneder en 1988, une restauration complète peut commencer. Le bâtiment, qui est maintenant bien entretenu, est une propriété privée.